# Dystrykt Mafinga
Dystrykt Mafinga powstał w marcu 2011 roku, dzięki inicjatywie ówczesnego prezydenta Zambii Ruphiana Bandy. Znajduje się we wschodniej części Prowincji Muczinga, ok. 100 km od Chinsali. Graniczy z dystryktem Isoka, dystryktem Chama oraz z Malawi.

## Klimat
Klimat dystryktu jest stosunkowo ciepły. Najbardziej podobny jest do klimatu tropikalnego sawanny. Panują tam 3 pory roku:
- Gorąca pora deszczowa (listopad - kwiecień)
- Chłodna pora sucha (maj - lipiec)
- Gorąca pora (sierpień - październik)

## Obiekty naturalne
- Góry Muchinga oraz doliny (północ oraz centrum)[1]
- Równiny (Wschód)[1]
- Niziny wokół rzeki Luangwy (zachód)[2]

## Gospodarka

### Rolnictwo
Około 80% społeczeństwa zajmuje się rolnictwem na niewielką skalę. Większość rolników zajmuje się uprawą roślin.

#### Uprawy
Najczęściej uprawianymi roślinami przez tamtejsze społeczeństwo są:
- Kukurydza
- Słodkie ziemniaki
- Maniok

#### Hodowla
Najczęściej hodowanymi zwierzętami są:
- Bydło
- Owce
- Kozy
- Drób
- Świnie

### Rybołówstwo
Niewielka część osób zamieszkująca dystrykt zajmuje się rybołówstwem, co powoduje niewielką ilość wyłowionych ryb. Największa ilość ryb pochodzi z Luangwy oraz niewielkich w dystrykcie.